# كلير وينيكوت
كلير وينيكوت (بالإنجليزية: Clare Winnicott)‏ (من مواليد 1906- وتُوفيت عام 1984) هي عاملة اجتماعية إنجليزية و‌محللة نفسية ساعدت في تأسيس مهنة الأخصائي الاجتماعي. إلى جانب نشر نحو ستة عشر مقالة في حد ذاتها، عملت كلير مع دكتور دونالد وينيكوت، الذي ألهمها، وتزوجها، وساعدت في نشر مؤلفاته.

## حياتها التعليمبة
تلقت كلير بريتون تعليمها في مدرسة سيلي أوك، وتلقت تعليمها للعمل كمدرسة في برمنغهام. عملت كلير مع جمعية الشابات المسيحية. بعد حصولها على دورة العلوم الاجتماعية لمدة عام في كلية لندن للاقتصاد، عملت بريتون مع الشباب المحرومين في ميرثير تيدفيل، قبل الانضمام إلى دونالد وينيكوت في العمل مع الأطفال الذين تم إجلاؤهم في أوكسفوردشاير من عام 1941 فصاعدًا. خلال الحرب، أشرفت بريتون على خمسة بيوت في أوكسفوردشاير. تم إجلاء هؤلاء الأطفال «غير القادرين»، ولم يكن من الممكن العثور على مساكن مستقرة لهم، لأن مضيفيهم كانوا غير قادرين على التعامل مع سلوكيات معيّنة، مثل سلس البول.
شاركت كلير بريتون وديفيد وينيكوت في تأليف منشورتين عن تجاربهما في زمن الحرب، وتم ترشيحها لرئاسة الدورة الجديدة لقسم رعاية الطفل في جامعة لندن في الفترة ما بين عامي 1947 و1958. ساعدت بريتون هناك في تأسيس عنصر معياري لتطوير العمل الاجتماعي.
«كانت كلير وينيكوت واحدة من قادة ما بعد الحرب في مجال رعاية الأطفال في بريطانيا».
أثناء عملها جنباً إلى جنب مع وينيكوت (الذي تزوجها في عام 1951)، ساعدت بريتون على تطوير رؤى رئيسية مثل أهمية الأطفال في اللعب وبيئة الاحتجاز، وما أسمته «امتلاك أول طفل»، وهو شيء تطرّقت إليه وينيكوت فيما بعد.
أعادت وينيكوت في الخمسينات التدريب على التحليل النفسي، حيث تم تحليلها أولاً من قبل كليفورد سكوت ثم بواسطة ميلاني كلاين. اختلط أسلوبها المؤثر في ممارسة العمل الاجتماعي مع الواقع اليومي لعمل رعاية الأطفال، إلى جانب رؤى التحليل النفسي. شددت كلير فيه على أهمية ما أسمته «الهدف الثالث» (وهو نشاط مشترك كمركز للتواصل مع الطفل)، من العمل على قصة حياة الطفل، واستعداد الأخصائي الاجتماعي وقدرته على «العيش من خلال التجربة مع الطفل على أكمل وجه ممكن، دون إنكار الألم، وقبول الحزن».

## كتاباتها المختارة
- بريتون «الأطفال الذين لا يستطيعون اللعب» (لندن 1945)
- جيم وينيكوت، «الخوف من الانهيار: مثال سريري» المجلة الدولية للتحليل النفسي 61 (1980) 351-7

## روابط خارجية
- Clare Winnicott
- On Being the Other Person